# Явление Мадонны святому Лаврентию (картина Эль Греко)
«Явление Мадонны святому Лаврентию» — картина испанского художника Эль Греко, написанная маслом на холсте в 1577 году, в самом начале толедского периода. Была создана по заказу архиепископа Севильи инквизитора Родриго де Кастро, что делает её одним из немногих частных заказов того времени для художника. Ныне хранится в фонде Коллегии Богоматери Антигуа в галисийском городе Монфорте-де-Лемос.
В стиле и композиции работы прослеживается сильное влияние таких великих мастеров эпохи Ренессанса, как Тициан и Микеланджело, оказанное на Эль Греко во время его пребывания в Италии. На картине изображён святой Лаврентий в виде дьякона, одетого в далматику из парчи и держащего решетку, на которой он был замучен. Святой смотрит вверх, на явление Мадонны с младенцем на облаке.